# بوب ارمسترونغ (لاعب كرة سلة مواليد 1933)
بوب ارمسترونغ (بالإنجليزية: Bob Armstrong)‏ مواليد 17 يونيو 1933 في ديترويت - الوفاة 05 يناير 2016، كان لاعب كرة سلة أمريكي. بدأ مسيرته الاحترافية في سنة 1956. تم اختياره من قبل فريق سكرامنتو كينغز خلال الدرافت. حمل الرقم 19. بلغ طوله 6 قدم 8 بوصة (2.0 م). اعتزل اللعب في 1957.

## روابط خارجية
- بوب ارمسترونغ على موقع إن بي أي (الإنجليزية)
- بوب ارمسترونغ على موقع سبورتس رفرنس (الإنجليزية)
- بوب ارمسترونغ على موقع كلية كرة السلة في سبورتس رفرنس.كوم (الإنجليزية)
- بوب ارمسترونغ على موقع ريلجم (الإنجليزية)
- بوب ارمسترونغ على موقع بروبوليرز (الإنجليزية)